# Torneo de Gstaad 2012
El Crédit Agricole Suisse Open Gstaad 2012 es un torneo de tenis. Pertenece al ATP Tour 2012 en la categoría ATP World Tour 250. El torneo tendrá lugar en la ciudad de Gstaad, Suiza, desde el 16 de julio hasta el 22 de julio de 2012 sobre tierra batida.

## Cabezas de serie

### Masculino
| Preclasificado | Tenista            | Ranking |
| 1              | Janko Tipsarević   | 8       |
| 2              | Marcel Granollers  | 24      |
| 3              | Stanislas Wawrinka | 25      |
| 4              | Mijaíl Yuzhny      | 28      |
| 5              | Feliciano López    | 29      |
| 6              | Julien Benneteau   | 32      |
| 7              | Santiago Giraldo   | 43      |
| 8/WC           | Bernard Tomic      | 45      |

- Los cabezas de serie, están basados en el ranking ATP del 9 de julio de 2012.

## Campeones

### Individual Masculino
Thomaz Bellucci vence a  Janko Tipsarević por 6-7(6), 6-4, 6-2.

### Dobles Masculino
Marcel Granollers /  Marc López vencen a  Robert Farah /  Santiago Giraldo por 6-4, 7-6(9).